# Rocca Sinibalda
Rocca Sinibalda és un comune (municipi) de la província de Rieti, a la regió italiana del Laci, situat a uns 50 km al nord-est de Roma i a uns 15 km al sud-est de Rieti. A 1 de gener de 2019 la seva població era de 778 habitants.
És la seu del castell Cesarini, construït originalment el 1084 però convertit en una fortalesa més moderna a la dècada de 1530 per Baldassare Peruzzi, per encàrrec del cardenal Alessandro Cesarini. L'interior presenta frescos dels segles XVII i XVIII.
Les restes de l'antiga ciutat sabina de Trebula Mutusca no es troben lluny.